# Niveau normal d'Amsterdam
Pour les articles homonymes, voir NAP.

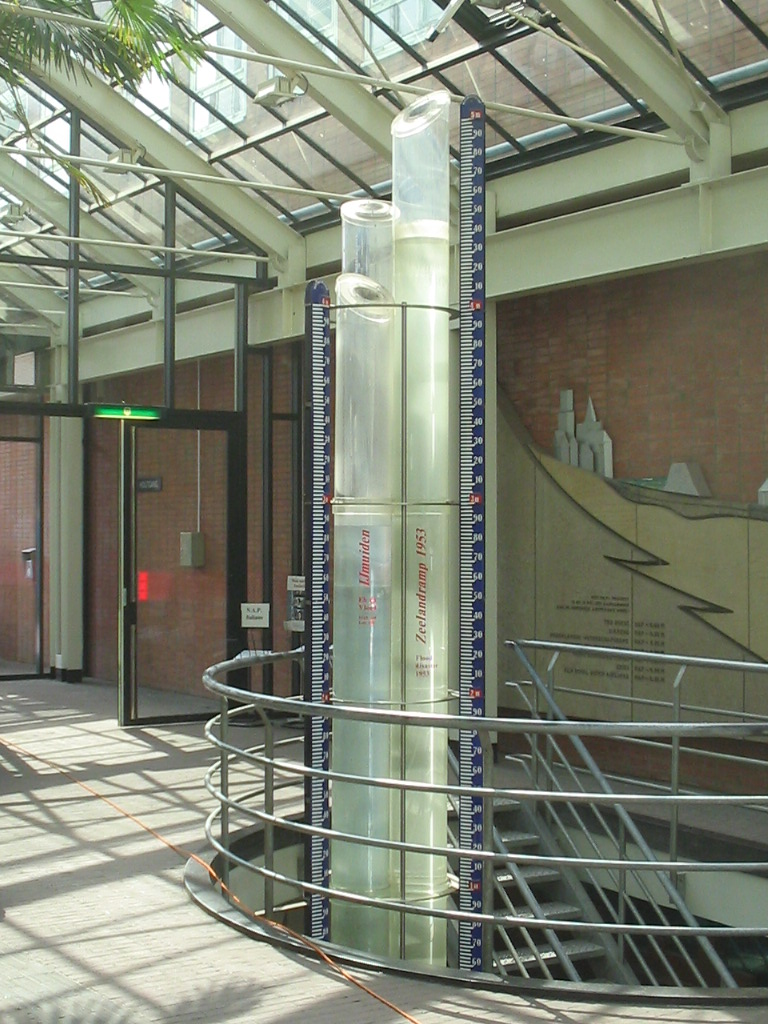
L'indicateur de référence dans l'hôtel de ville d'Amsterdam

Références de hauteur en Europe

Le niveau normal d'Amsterdam (en néerlandais : Normaal Amsterdams Peil, abrégé sous le sigle NAP) est le niveau de référence 0 de la mer (niveau moyen) mesuré à Amsterdam. Il sert de niveau de référence de l'altitude pour l'ensemble des Pays-Bas, pays pour bonne part situé sous le niveau de la mer, et régulièrement confronté à des crues fluviales et des inondations maritimes.
Ce niveau est utilisé par l'Administration du cadastre et de la topographie pour le nivellement général du Luxembourg. 
Cette cote marine a été adoptée comme zéro de référence (Normalnull) par le Royaume de Prusse en 1879. Elle sert de référence à l'Allemagne, connue sous l'abréviation NHN (Normalhöhennull).